# Icom
Se även International Council of Museums.
ICOM Incorporated (アイコム株式会社 Aikomu Kabushiki-gaisha?) är ett företag med säte i Japan som tillverkar radio och annan kommunikationsutrustning.
Icom har ett mycket brett produktsortiment bestående av allt från enkla licensfria apparater, marinradio, jaktradio och skannrar till kompletta avancerade radiosystem (som yrkesradio och amatörradio).
Icom startade i april 1954 i Japan.